# Italský protektorát v Albánii (1917–1920)
Italský protektorát v Albánii, oficiálně Albánská republika (albánsky Republika Shqiptare), byl v letech 1917–1920 stát vytvořený Itálií za účelem zajištění ochrany nezávislé Albánie v době první světové války. Protektorát existoval od 23. června 1917 do léta 1920.

Italský protektorát (zeleně) 1914–1916 a další části okupované Rakousko-Uherskem a Francií